# Pro Series Bath II 2012
Il Pro Series Bath II 2012, noto anche come AEGON Pro Series Bath, è stato un torneo professionistico di tennis giocato sul cemento. È stata la 2ª edizione del torneo, che fa parte dell'ATP Challenger Tour nell'ambito dell'ATP Challenger Tour 2012 e dell'ITF Women's Circuit nell'ambito dell'ITF Women's Circuit 2012. Si è giocato a Bath nel Regno Unito dal 19 al 25 marzo 2012.

## Partecipanti ATP

### Teste di serie
| Nazionalità | Giocatore         | Ranking* | Testa di serie |
| ----------- | ----------------- | -------- | -------------- |
| Germania    | Andreas Beck      | 96       | 1              |
| Germania    | Michael Berrer    | 116      | 2              |
| Germania    | Daniel Brands     | 131      | 3              |
| Francia     | Kenny de Schepper | 166      | 4              |
| Germania    | Dustin Brown      | 177      | 5              |
| Bielorussia | Uladzimir Ihnacik | 197      | 6              |
| Serbia      | Dušan Lajović     | 199      | 7              |
| Austria     | Martin Fischer    | 200      | 8              |

- Ranking al 12 marzo 2012.

### Altri partecipanti
Giocatori che hanno ricevuto una wild card:
- Liam Broady
- Oliver Golding
- Joshua Goodall
- Daniel Smethurst

Giocatori passati dalle qualificazioni:
- Illja Marčenko
- Marek Michalička
- Timo Nieminen
- Michael Ryderstedt

## Partecipanti WTA

### Teste di serie
| Nazionalità | Giocatrice     | Ranking* | Testa di serie |
| ----------- | -------------- | -------- | -------------- |
| Bulgaria    | Elica Kostova  | 151      | 1              |
| Paesi Bassi | Kiki Bertens   | 172      | 2              |
| Germania    | Sarah Gronert  | 174      | 3              |
| Germania    | Annika Beck    | 203      | 4              |
| Germania    | Tatjana Maria  | 206      | 5              |
| Israele     | Julia Glushko  | 213      | 6              |
| Lituania    | Lina Stančiūtė | 229      | 7              |
| Australia   | Johanna Konta  | 234      | 8              |

- Ranking al 12 marzo 2012.

### Altre partecipanti
Giocatrici che hanno ricevuto una wild card:
- Lucy Brown
- Samantha Murray
- Francesca Stephenson

Giocatrici che hanno entrate nel tabellone principale come protected ranking:
- María-Teresa Torró-Flor

Giocatrici che hanno ricevuto un JE per entrare nel tabellone principale:
- Anett Kontaveit

Giocatrici passati dalle qualificazioni:
- Martina Borecká
- Viktorija Golubic
- Elixane Lechemia
- Diāna Marcinkēviča
- Tereza Martincová
- Marina Mel'nikova
- Katarzyna Piter
- Patrycja Sanduska
- Julia Kimmelmann (lucky loser)

## Campioni

### Singolare maschile
Dustin Brown ha battuto in finale  Jan Mertl, 7–6(1), 6-4

### Singolare femminile
Kiki Bertens ha battuto in finale  Annika Beck, 6-4, 3-6, 6-3

### Doppio maschile
Martin Fischer /  Philipp Oswald hanno battuto in finale  Jamie Delgado /  Ken Skupski, 6-4, 6-4

### Doppio femminile
Tatjana Maria /  Stephanie Vogt hanno battuto in finale  Julie Coin /  Melanie South, 6-3, 3-6, [10-3]